# Horrorcore
L'horrorcore est un genre musical dérivé du hip-hop, basé sur des thèmes inspirés par les films d'horreur. Ses origines dérivent des artistes du rap hardcore et du gangsta rap tels que Geto Boys. Le terme d'« horrorcore » se popularise ouvertement par des groupes de ce domaine, comme Flatlinerz et Gravediggaz.

## Origines
Les origines stylistiques de l'horrorcore peuvent être retracées depuis les Geto Boys, dont le premier album, Making Trouble, contient la chanson Assassins, citée par Joseph Bruce (Violent J du groupe horrorcore Insane Clown Posse) dans son ouvrage Behind The Paint, comme le premier rap horrorcore. Bruce explique que les Geto Boys ont popularisé le style grâce à leur second album, Grip It! On that Other Level, contenant des musiques phares telles que Mind of a Lunatic et Trigga-Happy Nigga. Le premier album de Ganksta N-I-P, intitulé The South Park Psycho (1992), contient la chanson Horror Movie Rap qui reprend le thème du film Halloween,. Le premier single de Big L' Devil's Son (1993) est considéré comme de l'horrorcore. Le groupe Insane Poetry, dans leur premier album Grim Reality (1992) et Esham, avec Boomin' Words from Hell (1989), s'incorporent dans l'horrorcore avec les paroles. Kool Keith clame être « inventeur incarné » du genre. Selon Icons of Hip Hop, « de nombreux débats ont fait rage pour savoir d'où vient le terme horrorcore », mais le mot se popularise en 1994 grâce à l'album de Flatlinerz U.S.A. (Under Satan's Authority) et à l'album Niggamortis des Gravediggaz,,,.
Le genre ne se popularise pas chez le grand public ; cependant, des artistes et groupes tels que Insane Clown Posse et Twiztid se sont nettement bien popularisés grâce à leurs ventes. Le genre se popularise sur Internet et obtient son propre show à Détroit nommé Wickedstock. À chaque Halloween depuis 2003, des artistes horrorcore du monde entier composent des musiques gratuites sous le nom de Devilz Nite. D'après un documentaire de janvier 2004 sur la chaîne télévisée BBC intitulée Underground USA, ce genre « possède un fort impact aux États-Unis » et « s'étend à travers l'Europe ». Le magazine de New York met en avant les dix meilleurs groupes horrorcore dans sa liste. Spin demande à Violent J des Insane Clown Posse de lister ses dix musiques horrorcore préférées. Ses musiques incluaient What's on My Mind de The Dayton Family, M.. Ouija de Bone Thugs-N-Harmony et Billie Jean 2005 de Necro.

## Caractéristiques
L'horrorcore définit un style de hip-hop qui se focalise principalement sur des thèmes d'horreur comme le satanisme, l'automutilation, le cannibalisme, le suicide et le meurtre. Les paroles s'inspirent souvent de films d'horreur. Selon le rappeur Mars, « si vous prenez Stephen King ou Wes Craven et que vous les mélangez au rap, ça fait ce que je suis. » L'horrorcore est décrit par Entertainment Weekly en 1995 comme « un mélange de rap hardcore et de metal. » Les paroles dans l'horrorcore sont souvent décrites comme similaires à celles du death metal.

## Artistes représentatifs
Les principaux artistes représentatifs du genre incluent : Blaze Ya Dead Homie, Brotha Lynch Hung, Eminem principalement dans son album Relapse aisni que son groupe D12, Esham et son groupe Natas, Flatlinerz, Gravediggaz, Insane Clown Posse, Kool Keith, Necro, Tech N9ne, Three 6 Mafia et Twiztid.
En France, des artistes connus dans le genre incluent : VII, Kata Klown, Menace Santana, Docteur Knut, S2edy, Ashka la pourriture, Littledemo, Le Pendu, Swift Guad, Mc Zombi, Cj Sordide, Rochdi, Psyko Killa du groupe Mordom, Wadj Withaker, Nizuk ... Ainsi que dans certains de leurs morceaux Alkpote, Escobar Macson, Stupeflip, Vîrus, Vald, Siboy, Ärsenik , Anfalsh, Neochrome Hall Stars, La Rumeur, Don Choa et Sheitan. Cependant, dans les années 1990, le style d'Ali se rapprochait de l'horrorcore,, avant qu'il abandonne ce style à partir de Mauvais Œil en faveur d'un style se rapprochant davantage du rap conscient.